# Vinícius Antonius Holanda de Barros Leal
Vinícius Antonius Holanda de Barros Leal (Baturité, 16 de outubro de 1922 - 13 de abril de 2010) foi um médico brasileiro formado na Universidade Federal de Pernambuco (UFPE), e professor aposentado de Clínica Pediátrica da Universidade Federal do Ceará.

## História
Foi membro do Instituto Histórico, Geográfico e Antropológico do Ceará, Academia Cearense de Medicina e Academia Cearense de Letras. Ex-presidente do Centro Médico Cearense (hoje, Associação Médica Cearense) e da Sociedade Cearense de Pediatria. Membro da Associação Brasileira de Medicina, Associação Brasileira de Escolas Médicas, Academia Americana de Pediatria e Conselho de Medicina.

## Livros publicados
Publicou diversos livros, entre outros:
- História da Medicina no Ceará;
- Villa Real de Monte Mor, o Novo D'América (história de seu município natal na época colonial);
- A Colonização Portuguesa no Ceará – O Povoamento;
- Bumba-meu-boi;
- Dom Antônio de Almeida Lustosa, um Discípulo do Mestre - Manso e Humilde.
- Os Bezerra de Menezes (1976 e 1982)